# Марліс Шильд
Марліс Шильд (нім. Marlies Schild, 31 травня 1981) — австрійська гірськолижниця, призер Олімпійських ігор, дворазова чемпіонка світу.
На початку своєї кар'єри Шильд віддавала перевагу швидкісним дисциплінам гірськолижного спорту, але до 19 років їй довелося перенести 5 операцій на колінах, тому вона зосередилася на менш небезпечних слаломі та гігантському слаломі. На чемпіонаті світу 2003 року вона була другою у слаломі після Яниці Костелич, а в 2005 поступилася Костелич і Ані Персон, отримавши бронзову медаль.
Марліс виступала на трьох Олімпіадах. У Солт-Лейк-Сіті вона не завершила дистанцію слалома.
На Олімпіаді в Турині Шильд отримала срібло в комбінації та бронзу в слаломі. У Ванкувері вона знову була другою в слаломі.
Звання чемпіонки світу Марліс здобула в командному змаганні на чемпіонаті світу 2007 року в Оре. На чемпіонаті світу 2011, що проходив у Гарміш-Партенкірхені вона виборола другу медаль чемпіонки світу, цього разу в слаломі. Крім того вона, разом із збірною Австрії, була другою у командних змаганнях.